# Baldomero García
Baldomero García (Buenos Aires, 27 de febrero de 1799 - Flores, 27 de febrero de 1870) fue un abogado y político argentino, de importante actuación durante el período de la Confederación Argentina.

## Biografía
Era hijo de José Manuel García, y de Catalina Alconchel. Huérfano desde muy joven, se recibió de abogado en su ciudad natal en 1822.
Fue un destacado miembro del partido federal porteño, amigo de Manuel Dorrego, Pedro Feliciano Cavia y José Francisco Ugarteche. Apoyó el acceso de Dorrego al gobierno de la provincia de Buenos Aires, y este lo nombró miembro de la Convención de Santa Fe, que hacía las veces de Congreso Federal. Fue uno de los responsables de la decidida respuesta de la Convención contra la revolución de Juan Lavalle y el asesinato de Dorrego. A pedido del gobernador santafesino Estanislao López, editó en Santa Fe el periódico oficial El Federal.
Más tarde fue oficial del ministerio de gobierno de la época de Juan Manuel de Rosas, y juez civil y criminal. Fue legislador del partido federal de Rosas por muchos años, y uno de sus más destacados apoyos en la Sala de Representantes, en que descollaba por su elocuencia. Más tarde fue auditor de guerra y marina, en la época de la guerra civil contra la Coalición del Norte.
Fue miembro de la Cámara de Apelaciones de la provincia desde 1841. En 1844 fue embajador en Chile, y a su regreso fue también asesor del gobierno, con actuación destacada contra la intervención conjunta de Francia y Gran Bretaña.
A la caída de Rosas fue separado de su cargo por decreto de Justo José de Urquiza, por lo que los enemigos de este lo defendieron. Pero se mantuvo en el bando federal, y apoyó el gobierno de Urquiza en la crisis que desembocó en la revolución del 11 de septiembre de 1852; permaneció en su casa sin participar en política, hasta que la reacción federal de Hilario Lagos lo puso en peligro y debió huir a Montevideo. Durante el sitio de Buenos Aires, vivió bajo el amparo del jefe sitiador, general Lagos, su amparo, en su quinta de Flores, y fue miembro de la convención constituyente provincial, que aceptó la Constitución Argentina de 1853. Volvió a emigrar cuando el sitio fue levantado.
En Montevideo fue amigo del dictador Venancio Flores, amigo de los unitarios, y defendió judicialmente a varios de sus ministros después de su caída.
En agosto de 1854 fue nombrado ministro de la Suprema Corte de Justicia, pero nunca llegó a asumir: fue miembro de la Cámara de Apelaciones de Paraná – ciudad que hacía las veces de Capital Federal – que se ocupaba justamente de las cuestiones que competen a la Suprema Corte. Fue, también, senador nacional.
Se destacó refutando en un escrito público los elogios de los políticos del Estado de Buenos Aires a Bernardino Rivadavia, cuando sus restos fueron repatriados.
A fines de 1858, fue miembro de la comisión interventora federal a San Juan, donde los unitarios – organizados desde Buenos Aires – acababan de asesinar al exgobernador, general Nazario Benavídez. Su última misión oficial fue ser embajador de la Confederación Argentina ante el gobierno del Paraguay, poco antes de la batalla de Pavón.
La llegada al poder de Bartolomé Mitre significó el final de su carrera política, e incluso fue acusado de traición a su provincia. En sus últimos años se dedicó a su estudio jurídico; a lo largo de sus décadas de actividad, tuvo entre sus empleados a los doctores Bernardo de Irigoyen, Saturnino Laspiur, Marcelino Ugarte, Miguel Navarro Viola y Benjamín Victorica.
Falleció en Flores, muy cerca de Buenos Aires, el 27 de febrero de 1870. Estaba casado con María de Todos los Santos Quirno y González de Noriega.